# Municipio de Mayberry (Pensilvania)
El municipio de Mayberry  (en inglés: Mayberry Township) es un municipio ubicado en el condado de Montour en el estado estadounidense de Pensilvania. En el año 2000 tenía una población de 244 habitantes y una densidad poblacional de 13.3 personas por km².

## Geografía
El municipio de Mayberry se encuentra ubicado en las coordenadas 40°55′00″N 76°32′29″O / 40.91667, -76.54139.

## Demografía
Según la Oficina del Censo en 2000 los ingresos medios por hogar en la localidad eran de $41,875 y los ingresos medios por familia eran $41,250. Los hombres tenían unos ingresos medios de $28,438 frente a los $23,542 para las mujeres. La renta per cápita para la localidad era de $18,451. Alrededor del 4,1% de la población estaban por debajo del umbral de pobreza.